# Червона книга Республіки Білорусь
«Черво́на кни́га Респу́бліки Білору́сь» (біл. Чырвоная кніга Рэспублікі Беларусь)  — анотований та ілюстрований перелік рідкісних видів та видів, що знаходяться під загрозою зникнення на території Білорусі, і підлягають охороні.

## Історія
На основі матеріалів досліджень білоруських вчених, з метою охорони та примноження рідкісних видів, та видів, що знаходяться під загрозою, в 1979 році спеціальною Постановою Ради Міністрів БРСР було усталено Червону книгу Білоруської РСР. Перше видання Червоної книги Білорусі вийшло у 1981 році білоруською мовою, було однотомним, і нараховувало 80 видів тварин та 85 видів рослин.
Друге видання Червоної книги було випущене в 1993 році, і теж складалося з одного тома. В ньому в розділ «Тварини» було включено 14 видів ссавців, 75 видів птахів, 2 види плазунів, 1 вид амфібій, 5 видів риб, 79 видів комах, 10 видів ракоподібних, 1 вид молюсків; в розділ «Рослини» було включено 156 видів судинних рослин, 15 видів мохоподібних, 9 видів водоростей, 17 видів лишайників, 17 видів грибів.

## Сучасне видання
У 2000 році почались роботи із складання третього видання Червоної книги, що законодавчо регулювались Законом Республіки Білорусь «Про охорону та використання тваринного світу» від 1996 року (Червоній книзі присвячена стаття 24) та Законом Республіки Білорусь «Про охорону навколишнього середовища» від 26 листопада 1992 року. 9-го червня 2004 року постановою № 14 Міністерство природних ресурсів та охорони навколишнього середовища Республіки Білорусь затвердило новий список диких тварин, дикорослих рослин та грибів, які мають бути включені в Червону книгу Республіки Білорусь.

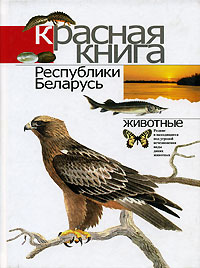
Третє видання Червоної книги Білорусі, том «Тварини» (2006 р.)

Третє видання Червоної книги випущене в 2006 році у видавництві «біл. Белоруская Энцыклапедыя» російською мовою, і складається з двох томів: «Тварини» та «Рослини». Порівняно з другим виданням, в нього було включено нові види, а також деякі види виведено (види, що відновили свою чисельність — лебідь-шипун, гоголь; види, що хоч і є рідкісними, але на території Білорусі реєструються дуже рідко, приблизно раз на десятиліття — червоновола казарка, лунь степовий).
Загалом, в третьому виданні Червоної книги нараховується 17 видів ссавців, 72 види птахів, по два види рептилій та амфібій, 10 видів риб, і вперше 1 вид круглоротих (річкова мінога); із безхребетних — 70 видів комах, 10 видів ракоподібних, 2 види молюсків, а також по одному виду з класів Павукоподібні, Багатоніжки та П'явки (медична п'явка). Всього в том «Тварини» Червоної книги видання 2006 року включено 189 видів, при цьому, порівняно з виданням 1993 року, додано 63 види та виключено 57.

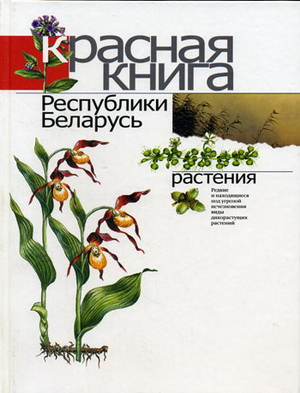
Третє видання Червоної книги Білорусі, том «Рослини» (2005 р.)

В том «Рослини» третього видання Червоної книги увійшли 173 види судинних рослин, 27 видів мохоподібних, 24 види лишайників, 21 вид водоростей, 29 видів грибів. Всього в том «Рослини» третього видання Червоної книги Білорусі включено 274 види, при цьому, порівняно з другим виданням, додано 91 вид і виключено 31.
Як додаток до третього видання Червоної книги укладено список з приблизно 100 видів, що потребують спеціальної уваги з точки зору детальнішого вивчення та профілактичної охорони.
На початку 2007 року в інтернеті з'явилась електронна версія Червоної книги Республіки Білорусь; але станом на другу половину 2007 року вільний доступ до неї припинено, лишилась тільки можливість доступу за спеціальними логіном та паролем.